# Chad Deering
Chad Deering (ur. 2 września 1970 w Garland w stanie Teksas), piłkarz amerykański grający na pozycji pomocnika.

## Kariera klubowa
Styczność z piłką nożną Deering rozpoczął w Plano Senior High School. W 1988 roku został wybrany najlepszym zawodnikiem rozgrywek szkół średnich w Teksasie. Następnie był członkiem uniwersyteckiej drużyny Uniwersytetu Indiany i wywalczył z nią mistrzostwo NCAA.
W 1990 roku po ukończeniu uniwersytetu Deering wyjechał do Niemiec. Został zawodnikiem zespołu rezerw Werderu Brema. Tam grał przez trzy lata, ale nie zdołał przebić się do pierwszego składu Werderu. W 1993 roku odszedł do FC Schalke 04. 31 sierpnia zadebiutował w Bundeslidze w przegranym 2:3 wyjazdowym meczu z Borussią Mönchengladbach. W barwach Schalke rozegrał jednak tylko 6 spotkań i większość czasu spędził w amatorskich rezerwach. W 1994 roku odszedł do norweskiego Rosenborga, w którym był rezerwowym, a w 1995 roku wrócił do Niemiec i został zawodnikiem Kickers Emden. W 1996 roku odszedł do drugoligowego VfL Wolfsburg (debiut: 2 sierpnia w przegranym 0:2 meczu z Fortuną Köln). Na koniec sezonu 1996/1997 awansował z Wolfsburgiem do pierwszej ligi i grał w niej przez rok.
W 1998 roku Deering wrócił do ojczyzny i podpisał kontrakt z drużyną Major League Soccer Dallas Burn. W Dallas spędził 7 sezonów i przez cały ten okres był zawodnikiem wyjściowej jedenastki. Nie osiągnął w Burn większych sukcesów, a 24 stycznia 2004 został zawodnikiem Dallas Sidekicks, występującym w Major Indoor Soccer League, czyli amerykańskiej lidze futsalu. W kolejnych latach był piłkarzem zespołów z niższych lig Stanów Zjednoczonych, DFW Tornados oraz Charleston Battery. Dla tego ostatniego nie rozegrał żadnego spotkania, a w marcu 2005 zakończył piłkarską karierę.

## Kariera reprezentacyjna
W reprezentacji Stanów Zjednoczonych Deering zadebiutował 13 października 1993 roku w zremisowanym 1:1 towarzyskim spotkaniu z Meksykiem. W 1998 roku został powołany przez Steve’a Sampsona do kadry na Mundialu we Francji. Tam wystąpił tylko w spotkaniu z Niemcami (0:2). Swój ostatni mecz w drużynie narodowej rozegrał w 2000 roku przeciwko Kostaryce (0:0). Łącznie wystąpił w niej 18 razy i zdobył jednego gola.